# Tour de France für Automobile 1963
Die Tour de France für Automotobile 1963 wurde als Etappenrennen für Automobile vom 13. bis 22. September in Frankreich, Belgien und Deutschland ausgetragen. Die Veranstaltung war der 21. Wertungslauf der Sportwagen-Weltmeisterschaft dieses Jahres.

## Das Rennen
1963 startete die Tour Auto in Straßburg und führte über 5850 km nach Nizza. Die erste Etappe – mit Wertungsprüfungen auf der Rennstrecke von Spa-Francorchamps und am Nürburgring – endete im belgischen Dinant. Das zweite Teilstück endete in Caen (Sonderprüfungen auf den Rennstrecken von Reims und Rouen). Von dort ging es über Bagnères de Bigorre nach Lyon. Nach weiteren Spezialprüfungen, die auf Rennstrecken ausgefahren wurden, sowie Bergrennen endete die Tour mit einem einstündigen Rennen auf dem Rundkurs von Monaco, auf dem alljährlich der Große Preis von Monaco ausgefahren wird.
Von den 122 Teams, die in Straßburg an den Start gegangen waren, erreichten nur 31 das Ziel in Nizza. Nach dem Ausfall der favorisierten Ferrari-Teams Bandini/Tavono und Schlesser/Leguézec ging der Sieg in der GT-Klasse an Jean Guichet und José Behra auf einem Ferrari 250 GTO. Die Klasse der Tourenwagen gewann Seriensieger Bernard Consten. Die Damenwertung in der GT-Klasse sicherten sich Smith/Mackenzie auf einem Sunbeam Alpine. In der Tourenwagenklasse siegten Soisbault/Texier, die in der Gesamtwertung nur von Consten geschlagen wurden.

## Ergebnisse

### Schlussklassement
| 1           | GT + 2.0 | 165 | Jean Guichet               | Jean Guichet José Behra                  | Ferrari 250 GTO                |  |
| 2           | GT + 2.0 | 167 | Scuderia SSS Venezia       | Lucien Bianchi Carlo-Maria Abate         | Ferrari 250 GTO                |  |
| 3           | T + 3.0  | 150 | Jaguar                     | Bernard Consten Jack Renel               | Jaguar 3.8 Mk2                 |  |
| 4           | GT + 2.0 | 171 | Gérard Spinedi             | Gérard Spinedi Aghdass Spinedi           | Ferrari 250 GT SWB             |  |
| 5           | GT 2.0   | 148 |                            | Fernand Masoero Jean Maurin              | Alfa Romeo Giulia TI Super     |  |
| 6           | T + 3.0  | 84  |                            | Annie Soisbault Louisette Texier         | Jaguar 3.8 Mk2                 |  |
| 7           | T 1.6    | 38  | BMC                        | Paddy Hopkirk Henry Liddon               | Morris Mini Cooper S           |  |
| 8           | GT 2.0   | 137 |                            | Martial Delalande Roger Campuzan         | Alfa Romeo Giulietta SZ        |  |
| 9           | T 1.6    | 54  |                            | Ian Lewis David Pollard                  | Sunbeam Rapier                 |  |
| 10          | GT 2.0   | 151 |                            | Rosemary Smith Margaret MacKenzie        | Sunbeam Alpine                 |  |
| 11          | GT 2.0   | 154 |                            | Patrick Vanson Roger Derolland           | MGB                            |  |
| 12          | T 3.0    | 74  |                            | Rudi Golderer Karl vom Kothen            | Fiat 2300S                     |  |
| 13          | GT 2.0   | 147 |                            | Gérard Sevaux “Mendola”                  | Alfa Romeo Giulia TI Super     |  |
| 14          | GT 1.0   | 121 |                            | Jacques Cheinisse Claude Leblond         | Alpine A110                    |  |
| 15          | T 2.0    | 63  |                            | Henri Perrier Pierre Rozé                | Volvo B18                      |  |
| 16          | GT 2.0   | 130 |                            | Max Krauth Jean Imperty                  | Alfa Romeo Giulietta SS        |  |
| 17          | T + 3.0  | 91  | Ford                       | Henri Greder Maurice Foulgoc             | Ford Galaxie                   |  |
| 18          | T 1.6    | 26  |                            | Hugues Hazard Claude Marbaque            | Austin Mini-Cooper             |  |
| 19          | T 1.0    | 22  |                            | Robert Wybo Jean-Francois Serpentier     | Renault R8                     |  |
| 20          | GT + 2.0 | 162 |                            | Roger Barbara Bernard Mordacq            | Triumph TR4                    |  |
| 21          | T850     | 14  |                            | Pierre Lelong Jean-Pierre Rousseau       | Panhard Dyna                   |  |
| 22          | T 2.0    | 57  |                            | Jean Mésange Yves Breteau                | Peugeot 404                    |  |
| 23          | GT 1.0   | 102 |                            | Stanislas Motte Paul Duthilleul          | NSU Sport Prinz                |  |
| 24          | GT 2.0   | 146 |                            | “Dyno” Lucien Leleu                      | Porsche 356B Carrera           |  |
| 25          | GT 1.0   | 104 |                            | Fernand Ancelin Lucien Dejardin          | NSU Sport Prinz                |  |
| 26          | GT 1.0   | 119 |                            | Claude Ballot-Léna Jean-Pierre Salomé    | Alpine A110                    |  |
| 27          | GT 1.0   | 112 |                            | Robert Yschard Raymond Hibon             | Alpine A108                    |  |
| 28          | GT 1.0   | 103 |                            | Paul Flament Gilles Flament              | NSU Sport Prinz                |  |
| 29          | GT 2.0   | 144 |                            | Christiane Petit Eliane Mondolini        | Porsche 356B                   |  |
| 30          | GT 1.0   | 114 |                            | Jean-Georges Branche Robert Jullien      | Fiat-Abarth 850                |  |
| 31          | GT 1.0   | 109 |                            | Claude Laurent Jacques Marché            | DKW F 11                       |  |
| Ausgefallen |          |     |                            |                                          |                                |  |
| 32          | T + 3.0  | 90  | Ford                       | Gawaine Baillie Peter Jopp               | Ford Galaxie                   |  |
| 33          | GT 1.0   | 115 |                            | Roger Riviere “Tierpon”                  | Simca 900SA                    |  |
| 34          | GT 2.0   | 149 | Jean-Pierre Gaban          | Jean-Pierre Gaban Andre Gaban            | Porsche 356B Carrera           |  |
| 35          | GT 2.0   | 156 |                            | Robert Buchet Bernard de Saint-Auban     | Porsche 356B 2000 GS Carrera   |  |
| 36          | GT + 2.0 | 177 |                            | Georges Cardi Victor Klukaszenwski       | Jaguar E-Type                  |  |
| 37          | T 1.0    | 15  |                            | Alfred Krause Dominique Thiry            | Fiat-Abarth 850TC              |  |
| 38          | T 1.0    | 24  | BMC                        | Rauno Aaltonen John Tony Ambrose         | Morris Mini Cooper             |  |
| 39          | T 1.0    | 25  |                            | Georges Naneix Charles Gigon             | Morris Mini Cooper             |  |
| 40          | T 1.0    | 25  | BMC                        | Timo Mäkinen Logan Morrison              | Morris Mini Cooper             |  |
| 41          | T 1.0    | 32  |                            | Guy Verrier Bernard Boyer                | Alpine A108                    |  |
| 42          | T 1.0    | 34  |                            | Gerald Langlois Regine Langlois          | Alpine A108                    |  |
| 43          | T 3.0    | 72  |                            | Roger Delageneste Pierre Blanchet        | Fiat 2300S                     |  |
| 44          | GT 1.0   | 106 |                            | Jean Laroche Pierre Labet                | Fiat-Abarth 700 Bialbero       |  |
| 45          | GT 2.0   | 131 |                            | Laurent Roux “Tissam”                    | Alfa Romeo Giulietta SZ        |  |
| 46          | GT 2.0   | 133 |                            | Armand Schäfer Georges Casaro            | Alfa Romeo Giulietta SZ        |  |
| 47          | GT 2.0   | 139 |                            | Pierre Layere Ido Richetti               | Alfa Romeo Giulietta SZ        |  |
| 48          | GT 2.0   | 141 |                            | Louis Chardin Bernard Pasquier           | Alfa Romeo Giulia TI           |  |
| 49          | GT 2.0   | 143 |                            | Pierre Dion Rene Dion                    | Porsche 356B Carrera           |  |
| 50          | GT 2.0   | 150 |                            | Jacques Nail Pierre Morin                | Sunbeam Alpine                 |  |
| 51          | GT 2.0   | 155 | BMC                        | Andrew Hedges John Sprinzel              | MBG                            |  |
| 52          | T 850    | 1   |                            | Georges Harris Jacky Ickx                | BMW 700S                       |  |
| 53          | T 850    | 4   |                            | Jacques Lacoste Lucien Campion           | DKW F 11                       |  |
| 54          | T 850    | 6   |                            | Jean-Marie Sachet Claude Levasseur       | Alpine A108                    |  |
| 55          | T 1.0    | 28  |                            | Terry Hunter Denise McCluggage           | Morris Mini Cooper             |  |
| 56          | T 1.6    | 39  | BMC                        | Pauline Mayman Elizabeth Jones           | Morris Mini Cooper S           |  |
| 57          | T 1.6    | 40  |                            | Alain Rouquette Jean-Claude Gramain      | Alfa Romeo Giulietta           |  |
| 58          | T 1.6    | 53  |                            | Peter Harper Peter Procter               | Sunbeam Rapier                 |  |
| 59          | T 2.0    | 56  |                            | “Tristan” Jean Py                        | Peugeot 404                    |  |
| 60          | T 2.0    | 67  |                            | Marc Idrac Andree Idrac                  | Citroën ID                     |  |
| 61          | T 2.0    | 68  |                            | Philippe Heuze Nicole Heuze              | Citroën DS19                   |  |
| 62          | T 3.0    | 73  |                            | André Simon Maurice Dupeyron             | Fiat 2300S                     |  |
| 63          | T 3.0    | 79  |                            | Jean Rolland Gabriel Augias              | Alfa Romeo 2600                |  |
| 64          | T + 3.0  | 81  |                            | Claude Bobrowski Jean Charon             | Jaguar 3.8 Mk 2                |  |
| 65          | GT 1.0   | 107 |                            | Jacques Lanners Claude Marchais          | Fiat-Abarth 700                |  |
| 66          | GT 1.0   | 118 |                            | Jacques Féret Francois Hoffmann          | Alpine A108                    |  |
| 67          | GT 2.0   | 124 |                            | Teddy Pilette Mario Poltronieri          | Abarth-Simca 1300 Bialbero     |  |
| 68          | GT 2.0   | 125 |                            | Mauro Bianchi Pascal Ickx                | Abarth-Simca 1300 Bialbero     |  |
| 69          | GT 2.0   | 135 |                            | Camille Demoulin Pierre Melul            | Alfa Romeo Giulietta SZ        |  |
| 70          | GT 2.0   | 138 |                            | Marcel Martin “Saint-Simon”              | Alfa Romeo Giulietta SZ        |  |
| 71          | GT 2.0   | 145 |                            | Friedel Herborn Rolf Wütherich           | Porsche 356B Carrera           |  |
| 72          | GT 2.0   | 160 |                            | “Mardro” Guy Savoye                      | AC Ace                         |  |
| 73          | GT + 2.0 | 163 |                            | Heini Walter Charly Müller               | Ferrari 250 GT SWB             |  |
| 74          | GT + 2.0 | 172 | Guido Fossati              | Guido Fossati Ariberto Francolini        | Ferrari 250 GTO                |  |
| 75          | GT + 2.0 | 175 | Scuderia SSS Venezia       | Lorenzo Bandini Fernand Tavano           | Ferrari 250 GTO                |  |
| 76          | T 850    | 5   |                            | Paul Hazera Alain Grand                  | Saab 96                        |  |
| 77          | T 850    | 9   |                            | Michel Billard Guy Lagere                | Fiat-Abarth 850TC              |  |
| 78          | T 850    | 10  |                            | Fernand Schliger Francis Ulmann          | Fiat-Abarth 850TC              |  |
| 79          | T 1.0    | 17  |                            | Emile Holvoet “Buro”                     | DKW F12                        |  |
| 80          | T 1.0    | 18  |                            | Bernard Le Pelletier Philippe Gardinier  | DKW F12                        |  |
| 81          | T 1.0    | 21  |                            | Max Scialom Charles Ravan                | Renault R8                     |  |
| 82          | T 1.6    | 35  |                            | Jacques Jauson Patrick Antonin           | Morris Mini Cooper S           |  |
| 83          | T 1.6    | 41  |                            | Franco Patria Giorgio Pianta             | Lancia Flavia                  |  |
| 84          | T 1.6    | 49  |                            | Lionel Raudet Georges Gallon             | Alfa Romeo Giulia              |  |
| 85          | T 1.6    | 50  |                            | Therese Mahieuw Ginette Derolland        | Alfa Romeo Giulia              |  |
| 86          | T 1.6    | 60  |                            | Gunnar Andersson Gunnar Haggbom          | Volvo PV544                    |  |
| 87          | T 2.0    | 65  |                            | Maurice van der Bruwaene André Buge      | Volvo PV544                    |  |
| 88          | T 2.0    | 70  |                            | Claudine Bouchet Lucette Pointet         | Citroën DS19                   |  |
| 89          | T 3.0    | 75  |                            | José Rosinski Henri Grandsire            | Alfa Romeo 2600                |  |
| 90          | T 3.0    | 76  |                            | Jean-Claude Vidilles Jean Thépenier      | Alfa Romeo 2600                |  |
| 91          | T 3.0    | 78  |                            | André Chollet Jean Blanchet              | Alfa Romeo 2600                |  |
| 92          | T + 3.0  | 83  |                            | Claude Barbier Jean-François Piot        | Jaguar 3.8 Mk 2                |  |
| 93          | T + 3.0  | 83  |                            | Robert Dutoit Henri Marang               | Jaguar 3.8 Mk 2                |  |
| 94          | GT 1.0   | 116 |                            | Roberto Fusina Paul Condrillier          | Fiat-Abarth 1000               |  |
| 95          | GT 1.0   | 117 |                            | Claude Arbez Jean-Pierre Hanrioud        | Fiat-Abarth 1000               |  |
| 96          | GT 2.0   | 126 |                            | Francois Pasquier Bernard Pasquier       | Abarth-Simca 1300 Bialbero     |  |
| 97          | GT 2.0   | 132 |                            | Christian Roche Jacques Coste            | Alfa Romeo Giulietta Z Conrero |  |
| 98          | GT 2.0   | 152 |                            | Michel Weber Ulrich Rose                 | Porsche 356B Carrera           |  |
| 99          | GT 2.0   | 153 |                            | Robert Jegge Branko Stoikovitch          | MGA                            |  |
| 100         | GT + 2.0 | 170 | North American Racing Team | Jo Schlesser Claude Le Guezec            | Ferrari 250 GTO LMB            |  |
| 101         | T 1.0    | 16  |                            | Pierre Gelé Franck Lamarque              | DKW F12                        |  |
| 102         | T 1.0    | 30  |                            | Pierre Tollemer Alexandre Tollemer       | Austin Mini-Cooper             |  |
| 103         | T 1.6    | 37  |                            | Yves Deprez Julien Vernaeve              | Morris Mini-Cooper             |  |
| 104         | T 1.6    | 42  |                            | Andre Bouly Jacques Folletete            | Lancia Flavia                  |  |
| 105         | T 1.6    | 45  |                            | Jean Vinatier Gérard Laureau             | Ford Cortina Lotus             |  |
| 106         | T 1.6    | 48  |                            | Maurice Martin Remy Faure                | Alfa Romeo Giulia              |  |
| 107         | T 1.6    | 55  |                            | Samuel Nordell Hugh Braithwaite          | Vauxhall Victor                |  |
| 108         | T 3.0    | 77  |                            | Guy Clarou “de Saint Henri”              | Alfa Romeo 2600                |  |
| 109         | T + 3.0  | 85  |                            | Claude Dubois Philippe de Montaigu       | Jaguar 3.8 Mk 2                |  |
| 110         | T + 3.0  | 89  |                            | Herbert Müller André Knörr               | Chevrolet Impala               |  |
| 111         | T + 3.0  | 92  | Ford                       | Bo Ljungfeldt Fergus Sager               | Ford Galaxie                   |  |
| 112         | GT 1.0   | 105 |                            | Roland Lefevre Christian Cuttica         | NSU Prinz                      |  |
| 113         | GT 1.0   | 108 |                            | Pierre Orsini Frank Ruata                | Fiat-Abarth 700                |  |
| 114         | GT 1.0   | 110 |                            | Nicolas Koob Peter Ruby                  | DKW Junior                     |  |
| 115         | GT 1.0   | 111 |                            | Jacky Coolen Bernard Collas              | DKW Junior                     |  |
| 116         | GT 1.0   | 113 |                            | “Missile” Esther Venturelli              | René Bonnet RB5                |  |
| 117         | GT 1.0   | 120 |                            | Jean-Francois Gerbault Philippe Gerbault | Alpine A108                    |  |
| 118         | GT 1.0   | 122 |                            | Alain Finkelstein Jean-Pierre Barailler  | Alpine A110                    |  |
| 119         | GT 2.0   | 134 |                            | Georges Lambrechts Andre Monbaerts       | Alfa Romeo Giulietta SZ        |  |
| 120         | GT 2.0   | 159 |                            | Edmond Meert Wim de Jonghe               | Porsche 356B Carrera GT        |  |
| 121         | GT + 2.0 | 166 |                            | Edgar Berney Jean Gretener               | Ferrari 250 GTO                |  |
| 122         | GT + 2.0 | 174 | Chris Kerrison             | Chris Kerrison Peter Raphael             | Ferrari 250 GT SWB Drogo       |  |

### Nur in der Meldeliste
Hier finden sich Teams, Fahrer und Fahrzeuge, die ursprünglich für das Rennen gemeldet waren, aber aus den unterschiedlichsten Gründen daran nicht teilnahmen.
| Pos. | Klasse   | Nr. | Team                 | Fahrer                                                                | Chassis                      |
| ---- | -------- | --- | -------------------- | --------------------------------------------------------------------- | ---------------------------- |
| 123  | T 850    |     |                      | Patrice Sanson Henry Cherruy                                          | Panhard Dyna                 |
| 124  | T 850    |     |                      | Praux Philippe Praud                                                  | Renault Dauphine             |
| 125  | GT + 2.0 |     |                      | David Piper                                                           | Ferrari 250 GTO              |
| 126  | GT + 2.0 |     |                      | Carlo-Maria Abate                                                     | Ferrari 250 GTO              |
| 127  | T 850    |     |                      | Michel Gauvain Fernard Leroy                                          | Ferrari 250 GTO              |
| 128  | GT 2.0   |     |                      | Bernard de Saint-Auban Rene Peyrott                                   | Porsche 356B Carrera GT      |
| 129  | GT 2.0   |     |                      | Heinz Schiller Claude Sage                                            | Porsche 356B 2000 GS Carrera |
| 130  | GT 2.0   |     |                      | Peter Ruby Nicolas Koob                                               | Porsche 356B 2000 GS Carrera |
| 131  | T 1.0    |     |                      | Roger Meunier Pierre Maublanc                                         | Austin Mini-Cooper           |
| 132  | GT 2.0   |     |                      | Romano Ramonio Leo Cella                                              | Abarth-Simca 1300 Bialbero   |
| 133  | GT 2.0   |     |                      | Mochanian Gérard Larrousse                                            | Porsche 356B                 |
| 134  | GT 2.0   |     |                      | Buzzi Conso                                                           | Alfa Romeo Giulietta         |
| 135  | T 1.0    |     |                      | Michel Legourd Christina Boulay                                       | Alpine A108                  |
| 136  | T 1.6    |     |                      | Vittel                                                                | Alfa Romeo Giulia            |
| 137  | T 1.6    |     |                      | Georges Hacquin                                                       | Alfa Romeo Giulia            |
| 138  | T 2.0    |     |                      | Jean-Marc Massoneri Max Roughol                                       | Volvo PV544                  |
| 139  | T + 3.0  |     |                      | François Bichat Robert Bouharde                                       | Jaguar 3.8 Mk 2              |
| 140  | T 2.0    |     |                      | Peter May                                                             | Volvo PV544                  |
| 141  | GT 2.0   |     |                      | Ido Richetti Eric Dannoud                                             | Alfa Romeo Giulietta SZ      |
| 142  | T 850    | 2   |                      | Eugen Schäfer Werner Dinkel                                           | BMW 700S                     |
| 143  | T 850    | 3   |                      | Paul Alfons von Metternich-Winneburg Max Egon zu Hohenlohe-Langenburg | BMW 700S                     |
| 144  | T 850    | 8   |                      | Roger Blain René Peyron                                               | Renault Dauphine             |
| 145  | T 1.0    | 19  |                      | Pierre Torgue Leon Peyresaubes                                        | DKW F12                      |
| 146  | T 1.0    | 20  |                      | “Lorac” Claude Cauquil                                                | Renault Caravelle            |
| 147  | T 1.0    | 23  |                      | Roger Cazes Laurent Idrac                                             | Austin Mini-Cooper           |
| 148  | T 1.0    | 31  |                      | Jean-Marie Pierson Jean-Pierre Cornet                                 | Austin Mini-Cooper           |
| 149  | T 1.0    | 36  |                      | Jean-Louis Marnat “Ventu”                                             | Austin Mini-Cooper S         |
| 150  | T 1.0    | 43  |                      | Jean-Jacques Thuner Pierre Tramzal                                    | Lancia Flavia                |
| 151  | T 1.6    | 44  |                      | Pat Gautot Jacques Somers                                             | Vauxhall Victor              |
| 152  | T 2.0    | 58  |                      | Jean-Marie Pradines Hubert-Lucien Pradines                            | Peugeot 404                  |
| 153  | T 2.0    | 59  |                      | Jacques Patte                                                         | Volvo PV544                  |
| 154  | T 2.0    | 61  |                      | Mac Daghorn Henry Burke                                               | Volvo PV544                  |
| 155  | T 2.0    | 62  |                      | Robert Pelletey Michel Gauvain                                        | Volvo PV544                  |
| 156  | T 2.0    | 71  |                      | Andre Ode Albert Gavet                                                | Citroën DS19                 |
| 157  | T 3.0    | 80  |                      | Georges Alexandrovitch Joffre Lobry                                   | Alfa Romeo 2600              |
| 158  | T + 3.0  | 87  |                      | Guy Dausse Claude Songy                                               | Jaguar 3.8 Mk 2              |
| 159  | GT 1.0   | 101 |                      | Karl-Heinz Panowitz Hans-Peter Nyffeler                               | NSU Prinz                    |
| 160  | GT 1.0   | 123 |                      | Henri Hourtoulle Jeanne Hourtoulle                                    | Alpine A108                  |
| 161  | GT 2.0   | 128 |                      | Guy Flayac Lucien Barthe                                              | Abarth-Simca 1300 Bialbero   |
| 162  | GT 2.0   | 129 |                      | Gianni Bulgari Maurizio Grana                                         | Alfa Romeo Giulietta SZ      |
| 163  | GT 2.0   | 142 |                      | Pierre Papazian Gerard Bosc                                           | Porsche 356B Super 90        |
| 164  | GT + 2.0 | 164 | Ecurie Francorchamps | Gérard Langlois van Ophem Georges Berger                              | Ferrari 250 GTO              |
| 165  | GT + 2.0 | 173 |                      | Gérard Langlois van Ophem Georges Berger                              | Ferrari 250 GTO              |
| 166  | GT + 2.0 | 176 |                      | André Simon Maurice Dupeyron                                          | Ferrari 250 GT               |

### Klassensieger
| Klasse   | Fahrer            | Fahrer                   | Fahrzeug                   | Platzierung im Gesamtklassement |
| -------- | ----------------- | ------------------------ | -------------------------- | ------------------------------- |
| GT + 2.0 | Jean Guichet      | José Behra               | Ferrari 250 GTO            | Gesamtsieg                      |
| GT 2.0   | Fernand Masoero   | Jean Maurin              | Alfa Romeo Giulia TI Super | Rang 5                          |
| GT 1.0   | Jacques Cheinisse | Claude Leblond           | Alpine A110                | Rang 14                         |
| T + 3.0  | Bernard Consten   | Jack Renel               | Jaguar 3.8 Mk 2            | Rang 3                          |
| T 3.0    | Rudi Golderer     | Karl vom Kothen          | Fiat 2300S                 | Rang 12                         |
| T 2.0    | Henri Perrier     | Pierre Rozé              | Volvo B18                  | Rang 15                         |
| T 1.6    | Paddy Hopkirk     | Henri Liddon             | Morris Mini Cooper S       | Rang 7                          |
| T 1.0    | Robert Wybo       | Jean-Francois Serpentier | Renault R8                 | Rang 19                         |
| T 850    | Pierre Lelong     | Jean-Pierre Rousseau     | Panhard Dyna               | Rang 21                         |

### Renndaten
- Gemeldet: 166
- Gestartet: 122
- Gewertet: 31
- Rennklassen: 8
- Zuschauer: unbekannt
- Wetter am Renntag: Regen im Süden
- Streckenlänge: unbekannt
- Fahrzeit des Siegerteams: unbekannt
- Gesamtrunden des Siegerteams: keine
- Gesamtdistanz des Siegerteams: 5850,000 km
- Siegerschnitt: unbekannt
- Pole Position: keine
- Schnellste Rennrunde: keine
- Rennserie: 21. Lauf der Sportwagen-Weltmeisterschaft 1963